# Prix Lumière/Bester Film
Der Prix Lumière in der Kategorie Bester Film (Meilleur film) wird seit 1996 vergeben. Die französische Auslandspresse vergibt seit diesem Jahre ihre Auszeichnungen für die besten Filmproduktionen und Filmschaffenden rückwirkend für das vergangene Kinojahr.
In 15 von 29 Fällen stimmte der prämierte Film mit dem späteren César-Gewinner überein, zuletzt 2024 mit der Preisvergabe an Justine Triets Anatomie eines Falls (Anatomie d’une chute).
| Jahr | Preisträger                                 | Deutscher Titel                                | Regie                |
| ---- | ------------------------------------------- | ---------------------------------------------- | -------------------- |
| 1996 | La haine*                                   | Hass                                           | Mathieu Kassovitz    |
| 1997 | Ridicule*                                   | Ridicule – Von der Lächerlichkeit des Scheins  | Patrice Leconte      |
| 1998 | Marius et Jeannette                         | Marius und Jeannette – Eine Liebe in Marseille | Robert Guédiguian    |
| 1999 | La vie rêvée des anges*                     | Liebe das Leben                                | Erick Zonca          |
| 2000 | The Messenger: The Story of Joan of Arc     | Johanna von Orleans                            | Luc Besson           |
| 2001 | Le goût des autres*                         | Lust auf Anderes                               | Agnès Jaoui          |
| 2002 | Le fabuleux destin d’Amélie Poulain*        | Die fabelhafte Welt der Amélie                 | Jean-Pierre Jeunet   |
| 2003 | Amen                                        | Der Stellvertreter                             | Costa-Gavras         |
| 2004 | Les triplettes de Belleville                | Das große Rennen von Belleville                | Sylvain Chomet       |
| 2005 | Les choristes                               | Die Kinder des Monsieur Mathieu                | Christophe Barratier |
| 2006 | De battre mon coeur s’est arrêté*           | Der wilde Schlag meines Herzens                | Jacques Audiard      |
| 2007 | Ne le dis à personne                        | Kein Sterbenswort                              | Guillaume Canet      |
| 2008 | La scaphandre et le papillon                | Schmetterling und Taucherglocke                | Julian Schnabel      |
| 2009 | Entre les murs                              | Die Klasse                                     | Laurent Cantet       |
| 2010 | Welcome                                     | Welcome                                        | Philippe Lioret      |
| 2011 | Des hommes et des dieux*                    | Von Menschen und Göttern                       | Xavier Beauvois      |
| 2012 | The Artist*                                 | The Artist                                     | Michel Hazanavicius  |
| 2013 | Amour*                                      | Liebe                                          | Michael Haneke       |
| 2014 | La vie d’Adèle                              | Blau ist eine warme Farbe                      | Abdellatif Kechiche  |
| 2015 | Timbuktu*                                   | Timbuktu                                       | Abderrahmane Sissako |
| 2016 | Mustang                                     | Mustang                                        | Deniz Gamze Ergüven  |
| 2017 | Elle*                                       | Elle                                           | Paul Verhoeven       |
| 2018 | 120 battements par minute*                  | 120 BPM                                        | Robin Campillo       |
| 2019 | Les Frères Sisters                          | The Sisters Brothers                           | Jacques Audiard      |
| 2020 | Les misérables*                             | Die Wütenden – Les Misérables                  | Ladj Ly              |
| 2021 | Les choses qu’on dit, les choses qu’on fait | Leichter gesagt als getan                      | Emmanuel Mouret      |
| 2022 | L’événement                                 | Das Ereignis                                   | Audrey Diwan         |
| 2023 | La nuit du 12*                              | In der Nacht des 12.                           | Dominik Moll         |
| 2024 | Anatomie d’une chute*                       | Anatomie eines Falls                           | Justine Triet        |
| 2025 | Emilia Pérez                                | Emilia Pérez                                   | Jacques Audiard      |

* = Filme, die später den César für den besten Film des Jahres gewannen